# Gruppo Sportivo Motori Alimentatori Trasformatori Elettrici Roma
Il Gruppo Sportivo Motori Alimentatori Trasformatori Elettrici Roma, spesso abbreviata M.A.T.E.R. o MATER, era una squadra di calcio con sede a Roma, attiva negli anni trenta e quaranta. Il livello più alto raggiunto dalla squadra è stata una partecipazione alla Serie B. I colori sociali della squadra erano il rosso e il verde.

## Storia

### La militanza in Serie C (1936-1942)
Fondata nel 1933 dall'industriale Silvio Renda, la MATER iniziò a far parlare di sé nel 1936 quando partecipò alla Prima Divisione: la squadra romana in quella stagione, giocando nel girone del Lazio, in diciotto partite totalizzò ventuno punti e conquistò un terzo posto finale che le garantì la promozione in Serie C al posto delle squadre riserve della capolista Roma (la cosiddetta Roma B) e della Lazio seconda, che non potevano essere promosse.
All'esordio in Serie C nella stagione 1936-1937, inserita nel girone E, chiuse terza, alle spalle di Taranto e Salernitana, mancando la promozione in Serie B. Nello stesso anno partecipò al "Torneo del Littoriale", riservato a squadre capitoline; lo vinse battendo in finale al Testaccio la plurivincitrice del torneo, l'Unione Sportiva Ostiense.
Nei campionati nazionali, al quinto posto della stagione 1937-1938 seguirono nel 1938-1939 e nel 1939-1940 due primi posti, che le valsero la qualificazione alla fase finale; in entrambi i casi non raggiunse però le prime due posizioni, utili per la promozione in Serie B.
Nel 1939 la società aveva affidato la guida della squadra, nelle vesti di allenatore-giocatore, a Fulvio Bernardini, acquistando anche l'attaccante del Venezia Dandolo Flumini. Con Bernardini la squadra s'impose nettamente nel suo girone, distanziando al termine di sette punti la Bagnolese seconda classificata, ma fallendo poi nel girone finale; nel 1940-1941 la MATER perse l'accesso al girone finale per il miglior quoziente reti della Borzacchini Terni, prima a pari merito coi rossoverdi.
Lo stesso quoziente reti premiò la MATER nel 1941-1942: prima nella fase zonale, con tre punti di vantaggio sui concittadini dell'Alba Motor e giunta a pari merito con Cremonese e Pro Gorizia nel girone finale, fu promossa per miglior quoziente reti nei confronti dei biancazzurri giuliani.

### Serie B e campionato romano di guerra (1942-1945)
Il primo campionato di Serie B nella storia della MATER, quello del 1942-1943, si concluse con la salvezza e il piazzamento al dodicesimo posto, a pari merito con l'Alessandria. In questa stagione la squadra giocò le sue partite al sabato, presso lo Stadio Nazionale.
Sospesi i campionati nel 1943 per motivi bellici, la MATER partecipò con altre squadre capitoline ad un torneo locale, il campionato romano (o romano-laziale) di guerra, che si disputò per due stagioni. Nel 1944 i rossoverdi si classificarono quarti, alle spalle di Lazio, Roma e Tirrenia; nel 1945, con un numero di partecipanti ridotto da 10 a 8, la MATER chiuse sesta. Tra questi due tornei si giocarono anche un "torneo a quattro", disputato tra le prime quattro classificate del campionato romano 1944 e vinto dalla Roma (che aveva sconfitto la MATER in semifinale), e la "Coppa Città di Roma", vinta dalla Roma nel gennaio 1945 battendo in finale per 4-1 proprio la MATER (che aveva estromesso in semifinale la Lazio).

### Dopoguerra e scioglimento (1945)
La seconda guerra mondiale segnò il declino della squadra, che pur avente diritto a prendere parte al campionato 1945-46, rinunciò al campionato per mancanza di fondi e per la scadenza dei prestiti che le avevano garantito la disputa della Serie B prima della pausa bellica. Pochi giorni dopo si sciolse definitivamente dopo 12 anni di storia.

## Statistiche e record

### Partecipazione ai campionati
Campionati nazionali
| Livello | Categoria | Partecipazioni | Debutto   | Ultima stagione | Totale |
| ------- | --------- | -------------- | --------- | --------------- | ------ |
| 2º      | Serie B   | 1              | 1942-1943 | 1942-1943       | 1      |
| 3º      | Serie C   | 6              | 1936-1937 | 1941-1942       | 6      |